# James Brink
Pour les articles homonymes, voir Brink (homonymie).
James Brink, né le 18 juin 1925 dans le comté de San Diego en Californie et mort le 12 mars 2017 à Portland en Oregon, est un joueur de tennis américain.

## Palmarès
- Masters de Cincinnati :
  - Vainqueur en 1949
  - Demi-finaliste en 1950